# Diana Spencer, Công tước phu nhân xứ Bedford
Diana Spencer, Công tước phu nhân xứ Bedford (31 tháng 7 năm 1710 – 27 tháng 9 năm 1735), là một nữ quý tộc người Anh.